# 人間 (長渕剛の曲)
「人間」（にんげん）は、日本のシンガーソングライターである長渕剛の27枚目のシングル。
オリコンチャートでは最高位4位となり、オリジナルアルバムには未収録となった。

## 音楽性
歌詞の内容は、自身を一人の人間として見つめなおし、前向きに生きていく意思を綴っている。また、相田みつをの代表作である「人間だもの」の一節を引用している。前作「RUN」において、相田みつをの作品からの盗作疑惑が生じ、遺族とは和解したことで引用が可能となり、ジャケット裏には「A tribute to Mr.MITSUO AIDA」と表記されている。
元々本曲は前年1993年発売のアルバム『Captain of the Ship』用に用意され、お蔵入りになっていたものであり、そのバージョンは1994年発売のライブビデオ『白の情景』に収録されている。
サウンド面ではアコースティック・ギターを主体に、沖縄音楽のようなアレンジとなっている。
音楽情報サイト『CDジャーナル』では、「ミディアム・スローのラブ・バラード。ペンタトニック・スケールなどを用いたエスニックなサウンドや緩やかなハンド・クラップなどが特徴的」と表記されている。

## リリース
1994年8月10日に東芝EMIのエキスプレスレーベルよりリリースされた。
前作「RUN」（1993年）ら約1年ぶりのシングルであるが、本作はノンタイアップとなっており、オリコンチャートでは最高順位4位という結果となった。これにより、「しゃぼん玉」以降のシングル連続1位は3作品で留まった。
本作品発表後にはオリジナルアルバムがリリースされなかったため、アルバム未収録となった。その後、ベストアルバム『いつかの少年』（1994年）に収録された。
カップリング曲の「I love you (Acoustic version)」は、アルバム『JAPAN』（1991年）に収録されていた「I love you」をアコースティックにリアレンジした楽曲。

## 批評
| 専門評論家によるレビュー | 専門評論家によるレビュー |
| レビュー・スコア         | レビュー・スコア         |
| 出典                     | 評価                     |
| ------------------------ | ------------------------ |
| CDジャーナル             | 肯定的                   |

音楽情報サイト『CDジャーナル』では、「“俺たちは人間だもの”というシンプルかつ根本的な視点から愛を歌う」と評されている。

## チャート成績
オリコンチャートでは最高位4位を獲得し、登場回数は10回、売り上げ枚数は35.7万枚となった。

## ミュージック・ビデオ
本作のPVは京都の愛宕念仏寺にて撮影が行われ、長渕と僧侶の西村公朝が語り合うシーンが収録されている。

## ライブ・パフォーマンス
本作はライブでの演奏頻度が低く、1994年のツアー「Live'94 Captain of the Ship」、1995年のツアー「Live 95 JUST LIKE A BOY -Acoustic Road-」、2009年のツアー「Tsuyoshi Nagabuchi Acoustic Live 30th Anniversary」のみで演奏されている。

## シングル収録曲
| 全作詞・作曲: 長渕剛。 |                                   |           |            |                  |      |
| #                      | タイトル                          | 作詞      | 作曲・編曲 | 編曲             | 時間 |
| 1.                     | 「人間」                          | 長渕剛    | 長渕剛     | 長渕剛、笛吹利明 | 6:56 |
| 2.                     | 「I love you (Acoustic version)」 | 長渕剛    | 長渕剛     | 笛吹利明         | 5:41 |
| 3.                     | 「人間（オリジナル・カラオケ）」  | 長渕剛    | 長渕剛     |                  | 6:56 |
| 合計時間:              | 合計時間:                         | 合計時間: | 19:33      |                  |      |

## 収録アルバム
スタジオ音源
- 『いつかの少年』（1994年）
- 『SINGLES Vol.3 (1988〜1996)』（1997年）

ライブ音源
- 『LIVE COMPLETE '95〜96』（1996年） - 1995年12月26日の東京ドーム公演から収録。

ライブ映像
- 『LIVE "いつかの少年"』（1996年） - 1995年12月26日の東京ドーム公演から収録。